# 더블 아워
더블 아워(La Doppia Ora, The Double Hour)는 이탈리아에서 제작된 쥬세페 카포톤디 감독의 2009년 범죄, 드라마, 미스터리 영화이다. 크세니야 라포포트 등이 주연으로 출연하였다.

## 출연

### 주연
- 크세니야 라포포트
- 필리포 티미

### 조연
- 가에타노 브루노
- 조르지오 콜란젤리
- 로렌조 지오엘리
- 데보라 베르누지
- 로버토 아코네로
- 리디아 비테일